# Notorejo
Notorejo is een bestuurslaag in het regentschap Tulungagung van de provincie Oost-Java, Indonesië. Notorejo telt 3970 inwoners (volkstelling 2010).